# Moyo
Moyo es un despoblado que actualmente forma parte del concejo de Nanclares de Gamboa, que está situado en el municipio de Arrazua-Ubarrundia, en la provincia de Álava, País Vasco (España).

## Toponimia
A lo largo de los siglos ha sido conocido con los nombres de Moio y Moiso.

## Historia
Documentado desde 1025 (Reja de San Millán), se despobló a finales del siglo XVIII.
Actualmente sus tierras son conocidas con el topónimo de Moio.
A causa de la construcción del embalse de Ullíbarri-Gamboa el 10 de mayo de 1957, la mayoría de su superficie fue inundada bajo sus aguas.